# Jósika Lajos

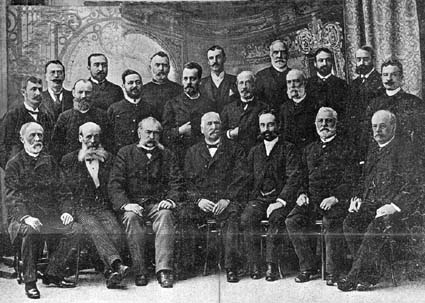
A KAC becsületbírósága 1890-ben, Kolozsvár (balról jobbra, ülnek: Albach Géza, dr. Haller Károly, Girsik János, br. Josika Lajos, br. Josika Gábor, Szigethy Miklós, Haller Rezső; állnak, első sor: gr. Lázár István, dr. Groisz Gusztáv, gr. Béldi Ákos, Concha Győző, Inczédy Sámuel, Gyarmathy Miklós, Deáky Albert; második sor: Kővári Mihály, Matskási Pál, Héczei Lajos, Varró László, gr. Esterházy Kálmán, dr. Baintner Hugó, dr. Felméri Lajos. 1890

Branyicskai báró Jósika Lajos (Kolozsvár, 1807. március 19. – Kolozsvár, 1891. november 8.) császári és királyi kamarás, valóságos belső titkos tanácsos, az arany gyapjasrend vitéze és a főrendiház tagja, vívómester.

## Élete
Báró Jósika János, erdélyi főkormányszéki elnök és keresszegi gróf Csáky Rozália fia. A kolozsvári líceumban végezte tanulmányait. Ezek befejeztével 1827-ben a marosvásárhelyi királyi táblán gyakornokoskodott egy évig. 1829-ben Kolozsvárra visszament és a kormányszéknél rövid ideig írnok volt.
Mint regalista az 1834. évi országgyűlésen szólalt fel először. 1835-ben Torda megye adminisztrátora. 1836-ban e megye főispánja lett. 1838-ban hosszabb külföldi utat tett, többek közt Spanyolországba a karlista forradalom okainak megismerése végett, és a karlista vezérek táborában több hetet töltött. 1841. november 21-én nősült Kolozsváron.
1842-ben kormányszéki konziliárius, majd Doboka megye főispánja lett. Élénk részt vett az 1846-48. évi országgyűlésen és azon az erdélyi konzervatív párt vezérszónoka gyanánt szerepelt. 1848 májusában visszavonult. 1858-ban az erdélyi úrbéri főtörvényszék elnökévé nevezték ki, erről az állásáról azonban már 1860 júniusában lemondott. 1861-ben kormányszéki tanácsos lett, de 1862-ben ez állásáról is visszalépett, hogy 1864-ben átvegye Kolozs megye főispánságát. 1867 őszén lemondott főispáni méltóságáról; ezután a főrendiházban csak időnként jelent meg.
Egyik nagy beszédjét a főrendiház reformja alkalmával mondta el. 1841-től kamarás, 1848-ban a Szent István-rend kiskeresztjét, 1866-ban a valóságos belső titkos tanácsosi méltóságot nyerte. A cenzus alapján lett az új főrendiház tagja. Az Erdélyi Római Katolikus Státus világi elnökségét egészen 1891-ig viselte. Az ő felsége elé kivonult erdélyi bandériumot Jósika vezette Kolozsváron a királylátogatás alkalmával. 1890 elején az aranygyapjas rendet kapta a királytól.

## Vívói pályafutása
Már 14 éves korában Kolozsváron Biasini Kajetántól kezdett vívást tanulni, azután Bécsben Proto, a magyar gárda akkori vívómestere oktatta, végül Friedrichnek látogatta rendszeresen vívóiskoláját; több ízben fölkereste Párizs, London, Berlin és más európai városok vívóiskoláit és jelesebb vívómestereit. A vívást úgy tekintette, mint tudományt, mint művészetet; kiváló talentuma lévén hozzá, egyike volt Európa legjelesebb vívóinak. Mint a Kolozsvári Atlétikai Club (KAC) elnöke nagy érdemeket szerzett a klub felvirágoztatásában. Jósika valódi mintaképe volt a lovagias férfinak. Gentlemannek lenni, e szó és fogalom legszebb értelmében, volt jelszava és tanítása az ifjúsággal szemben.
Hatvanegy év munkája és a közélet terén való fáradozása után pihenni vágyott és a kolozsvári atlétikai klubnak 1888. január 30-ai közgyűlésén Jósika bejelentette, hogy teljesen visszalép a közügyektől és emiatt megválik elnöki tisztétől is. Mielőtt azonban ezt tette, hattyúdalaképpen elmondta, hogy tapasztalatai szerint milyennek kell lenni egy gentlemannek és ez volt utolsó beszéde.